# 13 tháng 8
Ngày 13 tháng 8 là ngày thứ 225 (226 trong năm nhuận) trong lịch Gregory. Còn 140 ngày trong năm.

## Sự kiện
- 928 – Hậu Đường Minh Tông phong cho Vương Diên Quân tước Mân vương, tức ngày Mậu Thìn (25) tháng 7 năm Mậu Tý.
- 1521 –Quân Tây Ban Nha dưới quyền Hernán Cortés chiếm lĩnh thủ đô Tenochtitlan của Aztec.
- 1704 – Chiến tranh Kế vị Tây Ban Nha: Quân Anh-La Mã Thần thánh đánh bại quân Pháp-Bayern trong trận Blenheim.
- 1792 – Quốc vương Louis XVI của Pháp bị Tòa án quốc dân ra lệnh bắt giữ, và bị tuyên là kẻ thù của nhân dân.
- 1898 – Carl Gustav Witt phát hiện ra 433 Eros- tiểu hành tinh nằm gần Trái Đất nhất từng được tìm thấy.
- 1937 – Chiến tranh Trung-Nhật: Quân đội Nhật Bản bắt đầu tấn công Thượng Hải, chiếm được thành phố sau đó vài tháng.
- 1942 – Thiếu tướng Eugene Reybold ban hành quyết định kiến thiết cơ sở hạ tầng cho dự án "Phát triển vật liệu thay thế", được biết đến nhiều hơn với tên gọi Dự án Manhattan.
- 1961 – Cộng hòa Dân chủ Đức đóng cửa biên giới với Tây Berlin nhằm ngăn chặn người dân Đông Đức vượt biên, khởi đầu cho bức tường Berlin.
- 1999 – "Pháp luật về quốc kỳ và quốc ca" của Nhật Bản được công bố và thi hành, chính thức hóa việc sử dụng những phù hiệu này.

## Sinh
- 1601 – Nguyễn Phúc Lan, chúa Nguyễn thứ ba của Đàng Trong (m. 1648).
- 1903 – Agnès Nguyễn Hữu Hào, sau là nữ nam tước (baronne) Didelot, chị của Nam Phương Hoàng hậu
- 1910 – Trần Văn Cẩn, họa sĩ Việt Nam (m. 1994)
- 1922 – Y Ngông Niê Kdăm, là một trí thức, Bác sĩ, nhà giáo nhân dân người dân tộc Êđê của Việt Nam (m. 2001)
- 1926 – Fidel Alejandro Castro Ruz, Chủ tịch Cuba (m. 2016)
- 1930 – Don Ho, ca sỹ Mỹ gốc Trung Quốc (m. 2007)
- 1970 – Alan Shearer, cầu thủ bóng đá người Anh
- 1982 – Sebastian Stan, diễn viên điện ảnh người Mỹ
- 1983 – Thanh Ngọc, ca sỹ người Việt Nam
- 1988 – MØ, ca sỹ người Đan Mạch
- 1992 – Lucas Moura, cầu thủ bóng đá người Brasil
- 1993 – Đặng Văn Lâm, cầu thủ bóng đá người Việt Nam-Nga
- 1993 – Bomi, ca sĩ người Hàn Quốc
- 1997 – Yeo Jin-goo, diễn viên người Hàn Quốc
- 2000 - Jaemin, ca sỹ, diễn viên người Hàn Quốc, thành viên nhóm nhạc NCT

## Mất
- 1826 – René Laennec, bác sĩ Pháp (s. 1781).
- 1863 – Eugène Delacroix, họa sỹ Pháp (s. 1798).
- 1865 – Ignaz Semmelweis, bác sĩ Áo-Hung (s. 1818).
- 1910 – Florence Nightingale, nữ điều dưỡng Ý (s. 1820).
- 1912 – Jules Massenet, nhà soạn nhạc Pháp (s. 1842).
- 1917 – Eduard Buchner, nhà hóa học Đức (s. 1860).
- 1946 – H.G.Wells, nhà văn nổi tiếng Anh (s. 1866).
- 1965 – Ikeda Hayato, thủ tướng Nhật Bản (s. 1899)
- 1976 - Cao Văn Lầu, nhạc sĩ
- 1984 – Tigran Petrosian, Đại kiện tướng cờ vua Armenia (s. 1929)
- 1991 – Hồ Dzếnh, nhà thơ nổi tiếng Việt Nam (s. 1916).
- 2008 – Sơn Nam, nhà văn, nhà báo, nhà nghiên cứu văn hóa Việt Nam (s. 1926).
- 2008 – Henri Cartan, nhà toán học Pháp (s.1904)
- 2018 – Nguyễn Văn Thương, thiếu tá tình báo của Quân đội Nhân dân Việt Nam, người từng bị CIA cưa chân 6 lần. (s. 1938).

## Ngày lễ và kỷ niệm
- Ngày Tay Trái - Ngày quốc tế cho người thuận tay trái.